# Haswell (mikroarchitektura)
Haswell – nazwa kodowa mikroarchitektury procesorów firmy Intel. Wykorzystuje 22 nm proces technologiczny. Działający układ scalony oparty na tej mikroarchitekturze zaprezentowano w 2011 roku na Intel Developer Forum.
W procesorach tych zastosowano ulepszony system oszczędzania energii (m.in. wprowadzono stan energetyczny C6, który jednak wymaga kompatybilnego zasilacza). Procesory te oprócz instrukcji AVX obsługują również AVX2, a także FMA.
Wbudowany procesor graficzny obsługuje DirectX 12.0, OpenCL 1.2 i OpenGL 4.0.

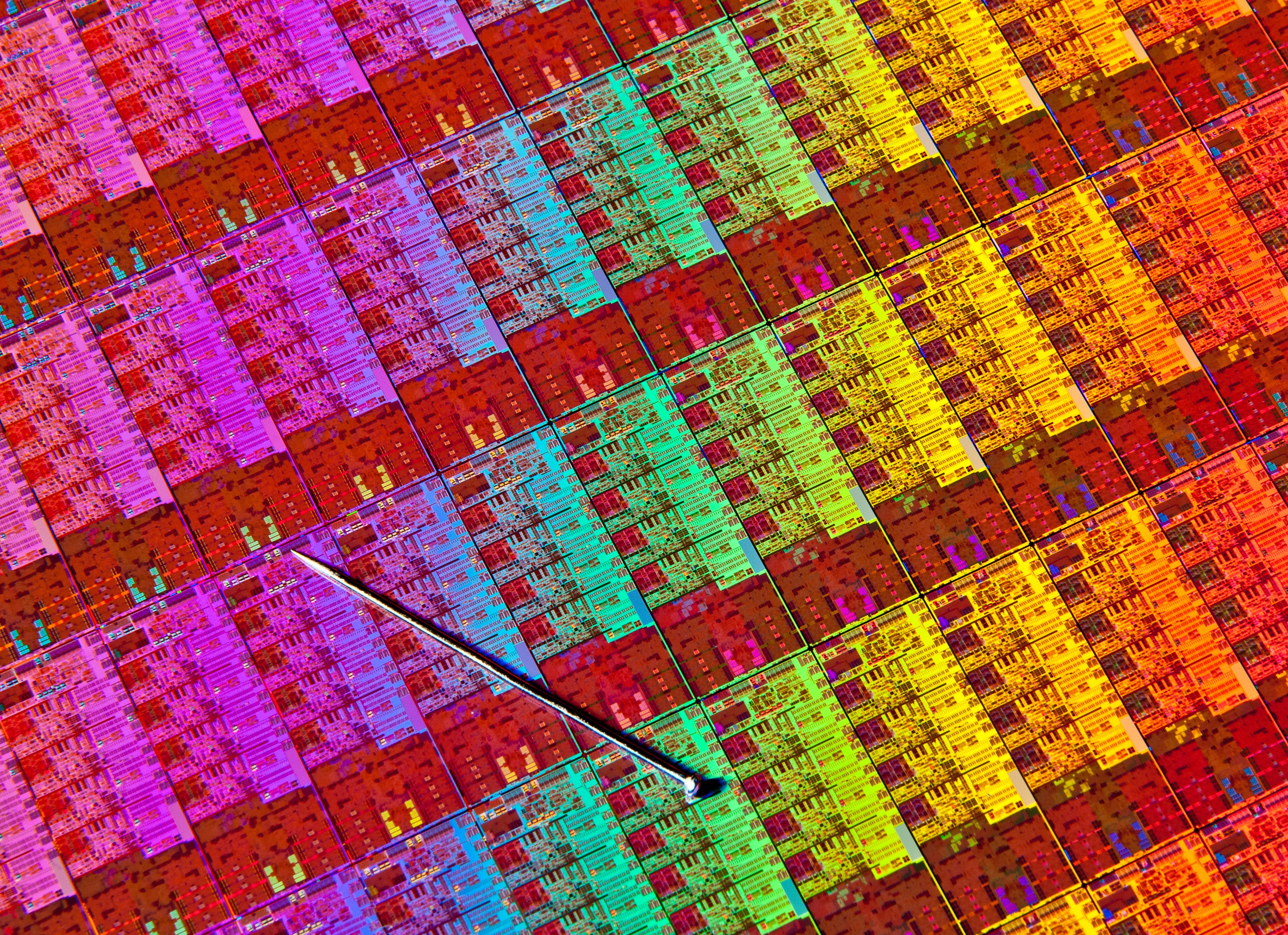
Wafel krzemowy z procesorami Haswell

## Lista procesorów  Haswell

### Procesory mobilne
| Segment docelowy | Rdzenie (wątki) | Model procesora | Model procesora | Model GPU            | TDP              | TDP               | CPU Turbo (jeden rdzeń) | Taktowanie GPU | Taktowanie GPU | L3 cache |
| Segment docelowy | Rdzenie (wątki) | Model procesora | Model procesora | Model GPU            | Podstawowe TDP   | Programowalne TDP | CPU Turbo (jeden rdzeń) | Podstawowe     | Turbo          | L3 cache |
| ---------------- | --------------- | --------------- | --------------- | -------------------- | ---------------- | ----------------- | ----------------------- | -------------- | -------------- | -------- |
| Performance      | 4 (8)           | Core i7         | 4940MX          | HD 4600 (GT2)        | 57 W / 3.1 GHz   | 65 W / 3.8 GHz    | 4.0 GHz                 | 400 MHz        | 1.35 GHz       | 8 MB     |
| Performance      | 4 (8)           | Core i7         | 4930MX          | HD 4600 (GT2)        | 57 W / 3.0 GHz   | 65 W / 3.7 GHz    | 3.9 GHz                 | 400 MHz        | 1.35 GHz       | 8 MB     |
| Performance      | 4 (8)           | Core i7         | 4980HQ          | Iris Pro 5200 (GT3e) | 47 W / 2.8 GHz   | N/A               | 4.0 GHz                 | 200 MHz        | 1.3 GHz        | 6 MB     |
| Performance      | 4 (8)           | Core i7         | 4960HQ          | Iris Pro 5200 (GT3e) | 47 W / 2.6 GHz   | 55 W / 3.6 GHz    | 3.8 GHz                 | 200 MHz        | 1.3 GHz        | 6 MB     |
| Performance      | 4 (8)           | Core i7         | 4950HQ          | Iris Pro 5200 (GT3e) | 47 W / 2.4 GHz   | 55 W / 3.4 GHz    | 3.6 GHz                 | 200 MHz        | 1.3 GHz        | 6 MB     |
| Performance      | 4 (8)           | Core i7         | 4910MQ          | HD 4600 (GT2)        | 47 W / 2.9 GHz   | 55 W / 3.7 GHz    | 3.9 GHz                 | 400 MHz        | 1.3 GHz        | 8 MB     |
| Performance      | 4 (8)           | Core i7         | 4900MQ          | HD 4600 (GT2)        | 47 W / 2.8 GHz   | 55 W / 3.6 GHz    | 3.8 GHz                 | 400 MHz        | 1.3 GHz        | 8 MB     |
| Performance      | 4 (8)           | Core i7         | 4870HQ          | Iris Pro 5200 (GT3e) | 47 W / 2.5 GHz   | N/A               | 3.7 GHz                 | 200 MHz        | 1.2 GHz        | 6 MB     |
| Performance      | 4 (8)           | Core i7         | 4860EQ          | Iris Pro 5200 (GT3e) | 47 W / 1.8 GHz   | N/A               | 3.2 GHz                 | 750 MHz        | 1 GHz          | 6 MB     |
| Performance      | 4 (8)           | Core i7         | 4860HQ          | Iris Pro 5200 (GT3e) | 47 W / 2.4 GHz   | 55 W / 3.4 GHz    | 3.6 GHz                 | 200 MHz        | 1.2 GHz        | 6 MB     |
| Performance      | 4 (8)           | Core i7         | 4850EQ          | Iris Pro 5200 (GT3e) | 47 W / 1.6 GHz   | N/A               | 3.2 GHz                 | 650 MHz        | 1 GHz          | 6 MB     |
| Performance      | 4 (8)           | Core i7         | 4850HQ          | Iris Pro 5200 (GT3e) | 47 W / 2.3 GHz   | 55 W / 3.3 GHz    | 3.5 GHz                 | 200 MHz        | 1.2 GHz        | 6 MB     |
| Performance      | 4 (8)           | Core i7         | 4810MQ          | HD 4600 (GT2)        | 47 W / 2.8 GHz   | 55 W / 3.6 GHz    | 3.8 GHz                 | 400 MHz        | 1.3 GHz        | 6 MB     |
| Performance      | 4 (8)           | Core i7         | 4800MQ          | HD 4600 (GT2)        | 47 W / 2.7 GHz   | 55 W / 3.5 GHz    | 3.7 GHz                 | 400 MHz        | 1.3 GHz        | 6 MB     |
| Performance      | 4 (8)           | Core i7         | 4770HQ          | Iris Pro 5200 (GT3e) | 47 W / 2.2 GHz   |                   | 3.4 GHz                 | 200 MHz        | 1.2 GHz        | 6 MB     |
| Performance      | 4 (8)           | Core i7         | 4760HQ          | Iris Pro 5200 (GT3e) | 47 W / 2.1 GHz   | 55 W / 3.1 GHz    | 3.3 GHz                 | 200 MHz        | 1.2 GHz        | 6 MB     |
| Performance      | 4 (8)           | Core i7         | 4750HQ          | Iris Pro 5200 (GT3e) | 47 W / 2.0 GHz   | 55 W / 3.0 GHz    | 3.2 GHz                 | 200 MHz        | 1.2 GHz        | 6 MB     |
| Performance      | 4 (8)           | Core i7         | 4720HQ          | HD 4600 (GT2)        | 47 W / 2.6 GHz   | N/A               | 3.6 GHz                 | 400 MHz        | 1.2 GHz        | 6 MB     |
| Performance      | 4 (8)           | Core i7         | 4712MQ          | HD 4600 (GT2)        | 37 W / 2.3 GHz   | 45 W / 3.1 GHz    | 3.3 GHz                 | 400 MHz        | 1.15 GHz       | 6 MB     |
| Performance      | 4 (8)           | Core i7         | 4712HQ          | HD 4600 (GT2)        | 37 W / 2.3 GHz   | 45 W / 3.1 GHz    | 3.3 GHz                 | 400 MHz        | 1.15 GHz       | 6 MB     |
| Performance      | 4 (8)           | Core i7         | 4710MQ          | HD 4600 (GT2)        | 47 W / 2.5 GHz   | 55 W / 3.3 GHz    | 3.5 GHz                 | 400 MHz        | 1.15 GHz       | 6 MB     |
| Performance      | 4 (8)           | Core i7         | 4710HQ          | HD 4600 (GT2)        | 47 W / 2.5 GHz   | 55 W / 3.3 GHz    | 3.5 GHz                 | 400 MHz        | 1.2 GHz        | 6 MB     |
| Performance      | 4 (8)           | Core i7         | 4702MQ          | HD 4600 (GT2)        | 37 W / 2.2 GHz   | 45 W / 2.9 GHz    | 3.2 GHz                 | 400 MHz        | 1.15 GHz       | 6 MB     |
| Performance      | 4 (8)           | Core i7         | 4702HQ          | HD 4600 (GT2)        | 37 W / 2.2 GHz   | 45 W / 2.9 GHz    | 3.2 GHz                 | 400 MHz        | 1.15 GHz       | 6 MB     |
| Performance      | 4 (8)           | Core i7         | 4700MQ          | HD 4600 (GT2)        | 47 W / 2.4 GHz   | 55 W / 3.2 GHz    | 3.4 GHz                 | 400 MHz        | 1.15 GHz       | 6 MB     |
| Performance      | 4 (8)           | Core i7         | 4700HQ          | HD 4600 (GT2)        | 47 W / 2.4 GHz   | 55 W / 3.2 GHz    | 3.4 GHz                 | 400 MHz        | 1.2 GHz        | 6 MB     |
| Performance      | 4 (8)           | Core i7         | 4701EQ          | HD 4600 (GT2)        | 47 W / 2.4 GHz   | 55 W / 3.2 GHz    | 3.4 GHz                 | 400 MHz        | 1 GHz          | 6 MB     |
| Performance      | 4 (8)           | Core i7         | 4700EQ          | HD 4600 (GT2)        | 47 W / 2.4 GHz   | 55 W / 3.2 GHz    | 3.4 GHz                 | 400 MHz        | 1 GHz          | 6 MB     |
| Performance      | 4 (8)           | Core i7         | 4702EC          | N/A                  | 27 W / 2.0 GHz   | N/A               | N/A                     | N/A            | N/A            | 8 MB     |
| Performance      | 4 (8)           | Core i7         | 4700EC          | N/A                  | N/A              | N/A               | N/A                     | N/A            | N/A            | 8 MB     |
| Mainstream       | 2 (4)           | Core i7         | 4650U           | HD 5000 (GT3)        | 15 W / 1.7 GHz   | N/A               | 3.3 GHz                 | 200 MHz        | 1.1 GHz        | 4 MB     |
| Mainstream       | 2 (4)           | Core i7         | 4610Y           | HD 4200 (GT2)        | 11.5 W / 1.7 GHz | N/A               | 2.9 GHz                 | 200 MHz        | 850 MHz        | 4 MB     |
| Mainstream       | 2 (4)           | Core i7         | 4610M           | HD 4600 (GT2)        | 37 W / 3.0 GHz   | N/A               | 3.7 GHz                 | 400 MHz        | 1.3 GHz        | 4 MB     |
| Mainstream       | 2 (4)           | Core i7         | 4600M           | HD 4600 (GT2)        | 37 W / 2.9 GHz   | N/A               | 3.6 GHz                 | 400 MHz        | 1.3 GHz        | 4 MB     |
| Mainstream       | 2 (4)           | Core i7         | 4600U           | HD 4400 (GT2)        | 15 W / 2.1 GHz   | N/A               | 3.3 GHz                 | 200 MHz        | 1.1 GHz        | 4 MB     |
| Mainstream       | 2 (4)           | Core i7         | 4578U           | Iris 5100 (GT3)      | 28 W / 3.0 GHz   | N/A               | 3.5 GHz                 | 200 MHz        | 1.2 GHz        | 4 MB     |
| Mainstream       | 2 (4)           | Core i7         | 4558U           | Iris 5100 (GT3)      | 28 W / 2.8 GHz   | N/A               | 3.3 GHz                 | 200 MHz        | 1.2 GHz        | 4 MB     |
| Mainstream       | 2 (4)           | Core i7         | 4550U           | HD 5000 (GT3)        | 15 W / 1.5 GHz   | N/A               | 3.0 GHz                 | 200 MHz        | 1.1 GHz        | 4 MB     |
| Mainstream       | 2 (4)           | Core i7         | 4510U           | HD 4400 (GT2)        | 15 W / 2.0 GHz   | N/A               | 3.1 GHz                 | 200 MHz        | 1.1 GHz        | 4 MB     |
| Mainstream       | 2 (4)           | Core i7         | 4500U           | HD 4400 (GT2)        | 15 W / 1.8 GHz   | 25 W / 3.0 GHz    | 3.0 GHz                 | 200 MHz        | 1.1 GHz        | 4 MB     |
| Mainstream       | 2 (4)           | Core i5         | 4402EC          | N/A                  | 27 W / 2.5 GHz   | N/A               | N/A                     | N/A            | N/A            | 4 MB     |
| Mainstream       | 2 (4)           | Core i5         | 4422E           | HD 4600 (GT2)        | 25 W / 1.8 GHz   | N/A               | 2.9 GHz                 | 400 MHz        | 900 MHz        | 3 MB     |
| Mainstream       | 2 (4)           | Core i5         | 4410E           | HD 4600 (GT2)        | 37 W / 2.9 GHz   | N/A               | N/A                     | 400 MHz        | 1 GHz          | 3 MB     |
| Mainstream       | 2 (4)           | Core i5         | 4402E           | HD 4600 (GT2)        | 25 W / 1.6 GHz   | N/A               | 2.7 GHz                 | 400 MHz        | 900 MHz        | 3 MB     |
| Mainstream       | 2 (4)           | Core i5         | 4400E           | HD 4600 (GT2)        | 37 W / 2.7 GHz   | N/A               | 3.3 GHz                 | 400 MHz        | 1 GHz          | 3 MB     |
| Mainstream       | 2 (4)           | Core i5         | 4360U           | HD 5000 (GT3)        | 15 W / 1.5 GHz   | N/A               | 3.0 GHz                 | 200 MHz        | 1.1 GHz        | 3 MB     |
| Mainstream       | 2 (4)           | Core i5         | 4350U           | HD 5000 (GT3)        | 15 W / 1.4 GHz   | N/A               | 2.9 GHz                 | 200 MHz        | 1.1 GHz        | 3 MB     |
| Mainstream       | 2 (4)           | Core i5         | 4340M           | HD 4600 (GT2)        | 37 W / 2.9 GHz   | N/A               | 3.6 GHz                 | 400 MHz        | 1.25 GHz       | 3 MB     |
| Mainstream       | 2 (4)           | Core i5         | 4330M           | HD 4600 (GT2)        | 37 W / 2.8 GHz   | N/A               | 3.5 GHz                 | 400 MHz        | 1.25 GHz       | 3 MB     |
| Mainstream       | 2 (4)           | Core i5         | 4310M           | HD 4600 (GT2)        | 37 W / 2.7 GHz   | N/A               | 3.4 GHz                 | 400 MHz        | 1.25 GHz       | 3 MB     |
| Mainstream       | 2 (4)           | Core i5         | 4310U           | HD 4400 (GT2)        | 15 W / 2.0 GHz   | N/A               | 3.0 GHz                 | 200 MHz        | 1.1 GHz        | 3 MB     |
| Mainstream       | 2 (4)           | Core i5         | 4302Y           | HD 4200 (GT2)        | 11.5 W / 1.6 GHz | N/A               | 2.3 GHz                 | 200 MHz        | 850 MHz        | 3 MB     |
| Mainstream       | 2 (4)           | Core i5         | 4300Y           | HD 4200 (GT2)        | 11.5 W / 1.6 GHz | N/A               | 2.3 GHz                 | 200 MHz        | 850 MHz        | 3 MB     |
| Mainstream       | 2 (4)           | Core i5         | 4300M           | HD 4600 (GT2)        | 37 W / 2.6 GHz   | N/A               | 3.3 GHz                 | 400 MHz        | 1.25 GHz       | 3 MB     |
| Mainstream       | 2 (4)           | Core i5         | 4300U           | HD 4400 (GT2)        | 15 W / 1.9 GHz   | N/A               | 2.9 GHz                 | 200 MHz        | 1.1 GHz        | 3 MB     |
| Mainstream       | 2 (4)           | Core i5         | 4288U           | Iris 5100 (GT3)      | 28 W / 2.6 GHz   | N/A               | 3.1 GHz                 | 200 MHz        | 1.2 GHz        | 3 MB     |
| Mainstream       | 2 (4)           | Core i5         | 4258U           | Iris 5100 (GT3)      | 28 W / 2.4 GHz   | N/A               | 2.9 GHz                 | 200 MHz        | 1.1 GHz        | 3 MB     |
| Mainstream       | 2 (4)           | Core i5         | 4308U           | Iris 5100 (GT3)      | 28 W / 2.8 GHz   | N/A               | 3.3 GHz                 | 200 MHz        | 1.2 GHz        | 3 MB     |
| Mainstream       | 2 (4)           | Core i5         | 4260U           | HD 5000 (GT3)        | 15 W / 1.4 GHz   | N/A               | 2.7 GHz                 | 200 MHz        | 1 GHz          | 3 MB     |
| Mainstream       | 2 (4)           | Core i5         | 4250U           | HD 5000 (GT3)        | 15 W / 1.3 GHz   | N/A               | 2.6 GHz                 | 200 MHz        | 1 GHz          | 3 MB     |
| Mainstream       | 2 (4)           | Core i5         | 4210H           | HD 4600 (GT2)        | 47 W / 2.9 GHz   | N/A               | 3.5 GHz                 | 400 MHz        | 1.15 GHz       | 3 MB     |
| Mainstream       | 2 (4)           | Core i5         | 4210M           | HD 4600 (GT2)        | 37 W / 2.6 GHz   | N/A               | 3.2 GHz                 | 400 MHz        | 1.15 GHz       | 3 MB     |
| Mainstream       | 2 (4)           | Core i5         | 4210U           | HD 4400 (GT2)        | 15 W / 1.7 GHz   | N/A               | 2.7 GHz                 | 200 MHz        | 1 GHz          | 3 MB     |
| Mainstream       | 2 (4)           | Core i5         | 4220Y           | HD 4200 (GT2)        | 11.5 W / 1.6 GHz | N/A               | 2.0 GHz                 | 200 MHz        | 850 MHz        | 3 MB     |
| Mainstream       | 2 (4)           | Core i5         | 4210Y           | HD 4200 (GT2)        | 11.5 W / 1.5 GHz | N/A               | 1.9 GHz                 | 200 MHz        | 850 MHz        | 3 MB     |
| Mainstream       | 2 (4)           | Core i5         | 4202Y           | HD 4200 (GT2)        | 11.5 W / 1.6 GHz | N/A               | 2.0 GHz                 | 200 MHz        | 850 MHz        | 3 MB     |
| Mainstream       | 2 (4)           | Core i5         | 4200Y           | HD 4200 (GT2)        | 11.5 W / 1.4 GHz | N/A               | 1.9 GHz                 | 200 MHz        | 850 MHz        | 3 MB     |
| Mainstream       | 2 (4)           | Core i5         | 4200U           | HD 4400 (GT2)        | 15 W / 1.6 GHz   | 25 W / ?          | 2.6 GHz                 | 200 MHz        | 1 GHz          | 3 MB     |
| Mainstream       | 2 (4)           | Core i5         | 4200H           | HD 4600 (GT2)        | 47 W / 2.8 GHz   | N/A               | 3.4 GHz                 | 400 MHz        | 1.15 GHz       | 3 MB     |
| Mainstream       | 2 (4)           | Core i5         | 4200M           | HD 4600 (GT2)        | 37 W / 2.5 GHz   | N/A               | 3.1 GHz                 | 400 MHz        | 1.15 GHz       | 3 MB     |
| Mainstream       | 2 (4)           | Core i3         | 4158U           | Iris 5100 (GT3)      | 28 W / 2.0 GHz   | N/A               | N/A                     | 200 MHz        | 1.1 GHz        | 3 MB     |
| Mainstream       | 2 (4)           | Core i3         | 4120U           | HD 4400 (GT2)        | 15 W / 2.0 GHz   | N/A               | N/A                     | 200 MHz        | 1 GHz          | 3 MB     |
| Mainstream       | 2 (4)           | Core i3         | 4112E           | HD 4600 (GT2)        | 25 W / 1.8 GHz   | N/A               | N/A                     | 400 MHz        | 900 MHz        | 3 MB     |
| Mainstream       | 2 (4)           | Core i3         | 4110E           | HD 4600 (GT2)        | 37 W / 2.6 GHz   | N/A               | N/A                     | 400 MHz        | 900 MHz        | 3 MB     |
| Mainstream       | 2 (4)           | Core i3         | 4102E           | HD 4600 (GT2)        | 25 W / 1.6 GHz   | N/A               | N/A                     | 400 MHz        | 900 MHz        | 3 MB     |
| Mainstream       | 2 (4)           | Core i3         | 4100E           | HD 4600 (GT2)        | 37 W / 2.4 GHz   | N/A               | N/A                     | 400 MHz        | 900 MHz        | 3 MB     |
| Mainstream       | 2 (4)           | Core i3         | 4110M           | HD 4600 (GT2)        | 37 W / 2.6 GHz   | N/A               | N/A                     | 400 MHz        | 1.1 GHz        | 3 MB     |
| Mainstream       | 2 (4)           | Core i3         | 4100M           | HD 4600 (GT2)        | 37 W / 2.5 GHz   | N/A               | N/A                     | 400 MHz        | 1.1 GHz        | 3 MB     |
| Mainstream       | 2 (4)           | Core i3         | 4100U           | HD 4400 (GT2)        | 15 W / 1.8 GHz   | N/A               | N/A                     | 200 MHz        | 1 GHz          | 3 MB     |
| Mainstream       | 2 (4)           | Core i3         | 4030Y           | HD 4200 (GT2)        | 11.5 W / 1.6 GHz | N/A               | N/A                     | 200 MHz        | 850 MHz        | 3 MB     |
| Mainstream       | 2 (4)           | Core i3         | 4020Y           | HD 4200 (GT2)        | 11.5 W / 1.5 GHz | N/A               | N/A                     | 200 MHz        | 850 MHz        | 3 MB     |
| Mainstream       | 2 (4)           | Core i3         | 4012Y           | HD 4200 (GT2)        | 11.5 W / 1.5 GHz | N/A               | N/A                     | 200 MHz        | 850 MHz        | 3 MB     |
| Mainstream       | 2 (4)           | Core i3         | 4010Y           | HD 4200 (GT2)        | 11.5 W / 1.3 GHz | N/A               | N/A                     | 200 MHz        | 850 MHz        | 3 MB     |
| Mainstream       | 2 (4)           | Core i3         | 4030U           | HD 4400 (GT2)        | 15 W / 1.9 GHz   | N/A               | N/A                     | 200 MHz        | 1 GHz          | 3 MB     |
| Mainstream       | 2 (4)           | Core i3         | 4025U           | HD 4400 (GT2)        | 15 W / 1.9 GHz   | N/A               | N/A                     | 200 MHz        | 950 MHz        | 3 MB     |
| Mainstream       | 2 (4)           | Core i3         | 4010U           | HD 4400 (GT2)        | 15 W / 1.7 GHz   | N/A               | N/A                     | 200 MHz        | 1 GHz          | 3 MB     |
| Mainstream       | 2 (4)           | Core i3         | 4005U           | HD 4400 (GT2)        | 15 W / 1.7 GHz   | N/A               | N/A                     | 200 MHz        | 950 MHz        | 3 MB     |
| Mainstream       | 2 (4)           | Core i3         | 4000M           | HD 4600 (GT2)        | 37 W / 2.4 GHz   | N/A               | N/A                     | 400 MHz        | 1.1 GHz        | 3 MB     |
| Mainstream       | 2 (2)           | Pentium         | 3561Y           | HD Graphics          | 11.5 W / 1.2 GHz | N/A               | N/A                     | 200 MHz        | 850 MHz        | 2 MB     |
| Mainstream       | 2 (2)           | Pentium         | 3560Y           | HD Graphics          | 11.5 W / 1.2 GHz | N/A               | N/A                     | 200 MHz        | 850 MHz        | 2 MB     |
| Mainstream       | 2 (2)           | Pentium         | 3558U           | HD Graphics          | 15 W / 1.7 GHz   | N/A               | N/A                     | 200 MHz        | 1 GHz          | 2 MB     |
| Mainstream       | 2 (2)           | Pentium         | 3556U           | HD Graphics          | 15 W / 1.7 GHz   | N/A               | N/A                     | 200 MHz        | 1 GHz          | 2 MB     |
| Mainstream       | 2 (2)           | Pentium         | 3560M           | HD Graphics          | 37 W / 2.4 GHz   | N/A               | N/A                     | 400 MHz        | 1.1 GHz        | 2 MB     |
| Mainstream       | 2 (2)           | Pentium         | 3550M           | HD Graphics          | 37 W / 2.3 GHz   | N/A               | N/A                     | 400 MHz        | 1.1 GHz        | 2 MB     |
| Mainstream       | 2 (2)           | Celeron         | 2981U           | HD Graphics          | 15 W / 1.6 GHz   | N/A               | N/A                     | 200 MHz        | 1 GHz          | 2 MB     |
| Mainstream       | 2 (2)           | Celeron         | 2980U           | HD Graphics          | 15 W / 1.6 GHz   | N/A               | N/A                     | 200 MHz        | 1 GHz          | 2 MB     |
| Mainstream       | 2 (2)           | Celeron         | 2957U           | HD Graphics          | 15 W / 1.4 GHz   | N/A               | N/A                     | 200 MHz        | 1 GHz          | 2 MB     |
| Mainstream       | 2 (2)           | Celeron         | 2955U           | HD Graphics          | 15 W / 1.4 GHz   | N/A               | N/A                     | 200 MHz        | 1 GHz          | 2 MB     |
| Mainstream       | 2 (2)           | Celeron         | 2970M           | HD Graphics          | 37 W / 2.2 GHz   | N/A               | N/A                     | 400 MHz        | 1.1 GHz        | 2 MB     |
| Mainstream       | 2 (2)           | Celeron         | 2950M           | HD Graphics          | 37 W / 2.0 GHz   | N/A               | N/A                     | 400 MHz        | 1.1 GHz        | 2 MB     |
| Mainstream       | 2 (2)           | Celeron         | 2961Y           | HD Graphics          | 11.5 W / 1.1 GHz | N/A               | N/A                     | 200 MHz        | 850 MHz        | 2 MB     |

### Procesory do komputerów stacjonarnych
| Segment docelowy     | Rdzenie (wątki) | Model procesora | Model procesora | Model GPU            | Taktowanie CPU | Taktowanie CPU | Taktowanie GPU | Taktowanie GPU | Cache | Cache  | TDP   |
| Segment docelowy     | Rdzenie (wątki) | Model procesora | Model procesora | Model GPU            | Podstawowe     | Turbo          | Podstawowe     | Turbo          | L3    | L4     | TDP   |
| -------------------- | --------------- | --------------- | --------------- | -------------------- | -------------- | -------------- | -------------- | -------------- | ----- | ------ | ----- |
| Enthusiast/ High-End | 8 (16)          | Core i7 Extreme | 5960X           | N/A                  | 3.0 GHz        | 3.5 GHz        | N/A            | N/A            | 20 MB | N/A    | 140 W |
| Enthusiast/ High-End | 6 (12)          | Core i7 Extreme | 5930K           | N/A                  | 3.5 GHz        | 3.7 GHz        | N/A            | N/A            | 15 MB | N/A    | 140 W |
| Enthusiast/ High-End | 6 (12)          | Core i7 Extreme | 5820K           | N/A                  | 3.3 GHz        | 3.6 GHz        | N/A            | N/A            | 15 MB | N/A    | 140 W |
| Performance          | 4 (8)           | Core i7         | 4790K           | HD 4600 (GT2)        | 4.0 GHz        | 4.4 GHz        | 350 MHz[85]    | 1.25 GHz       | 8 MB  | N/A    | 88 W  |
| Performance          | 4 (8)           | Core i7         | 4790            | HD 4600 (GT2)        | 3.6 GHz        | 4.0 GHz        | 350 MHz[85]    | 1.2 GHz        | 8 MB  | N/A    | 84 W  |
| Performance          | 4 (8)           | Core i7         | 4790S           | HD 4600 (GT2)        | 3.2 GHz        | 4.0 GHz        | 350 MHz[85]    | 1.2 GHz        | 8 MB  | N/A    | 65 W  |
| Performance          | 4 (8)           | Core i7         | 4790T           | HD 4600 (GT2)        | 2.7 GHz        | 3.9 GHz        | 350 MHz[85]    | 1.2 GHz        | 8 MB  | N/A    | 45 W  |
| Performance          | 4 (8)           | Core i7         | 4785T           | HD 4600 (GT2)        | 2.2 GHz        | 3.2 GHz        | 350 MHz[85]    | 1.2 GHz        | 8 MB  | N/A    | 35 W  |
| Performance          | 4 (8)           | Core i7         | 4771            | HD 4600 (GT2)        | 3.5 GHz        | 3.9 GHz        | 350 MHz[85]    | 1.2 GHz        | 8 MB  | N/A    | 84 W  |
| Performance          | 4 (8)           | Core i7         | 4770K           | HD 4600 (GT2)        | 3.5 GHz        | 3.9 GHz        | 350 MHz[85]    | 1.25 GHz       | 8 MB  | N/A    | 84 W  |
| Performance          | 4 (8)           | Core i7         | 4770            | HD 4600 (GT2)        | 3.4 GHz        | 3.9 GHz        | 350 MHz[85]    | 1.2 GHz        | 8 MB  | N/A    | 84 W  |
| Performance          | 4 (8)           | Core i7         | 4770S           | HD 4600 (GT2)        | 3.1 GHz        | 3.9 GHz        | 350 MHz[85]    | 1.2 GHz        | 8 MB  | N/A    | 65 W  |
| Performance          | 4 (8)           | Core i7         | 4770R           | Iris Pro 5200 (GT3e) | 3.2 GHz        | 3.9 GHz        | 200 MHz        | 1.3 GHz        | 6 MB  | 128 MB | 65 W  |
| Performance          | 4 (8)           | Core i7         | 4770T           | HD 4600 (GT2)        | 2.5 GHz        | 3.7 GHz        | 350 MHz[85]    | 1.2 GHz        | 8 MB  | N/A    | 45 W  |
| Performance          | 4 (8)           | Core i7         | 4770TE          | HD 4600 (GT2)        | 2.3 GHz        | 3.3 GHz        | 350 MHz[85]    | 1 GHz          | 8 MB  | N/A    | 45 W  |
| Performance          | 4 (8)           | Core i7         | 4765T           | HD 4600 (GT2)        | 2.0 GHz        | 3.0 GHz        | 350 MHz[85]    | 1.2 GHz        | 8 MB  | N/A    | 35 W  |
| Mainstream           | 4 (4)           | Core i5         | 4690K           | HD 4600 (GT2)        | 3.5 GHz        | 3.9 GHz        | 350 MHz[85]    | 1.2 GHz        | 6 MB  | N/A    | 88 W  |
| Mainstream           | 4 (4)           | Core i5         | 4690            | HD 4600 (GT2)        | 3.5 GHz        | 3.9 GHz        | 350 MHz[85]    | 1.2 GHz        | 6 MB  | N/A    | 84 W  |
| Mainstream           | 4 (4)           | Core i5         | 4690S           | HD 4600 (GT2)        | 3.2 GHz        | 3.9 GHz        | 350 MHz[85]    | 1.2 GHz        | 6 MB  | N/A    | 65 W  |
| Mainstream           | 4 (4)           | Core i5         | 4690T           | HD 4600 (GT2)        | 2.5 GHz        | 3.5 GHz        | 350 MHz[85]    | 1.2 GHz        | 6 MB  | N/A    | 45 W  |
| Mainstream           | 4 (4)           | Core i5         | 4670K           | HD 4600 (GT2)        | 3.4 GHz        | 3.8 GHz        | 350 MHz[85]    | 1.2 GHz        | 6 MB  | N/A    | 84 W  |
| Mainstream           | 4 (4)           | Core i5         | 4670            | HD 4600 (GT2)        | 3.4 GHz        | 3.8 GHz        | 350 MHz[85]    | 1.2 GHz        | 6 MB  | N/A    | 84 W  |
| Mainstream           | 4 (4)           | Core i5         | 4670S           | HD 4600 (GT2)        | 3.1 GHz        | 3.8 GHz        | 350 MHz[85]    | 1.2 GHz        | 6 MB  | N/A    | 65 W  |
| Mainstream           | 4 (4)           | Core i5         | 4670R           | Iris Pro 5200 (GT3e) | 3.0 GHz        | 3.7 GHz        | 200 MHz        | 1.3 GHz        | 4 MB  | 128 MB | 65 W  |
| Mainstream           | 4 (4)           | Core i5         | 4670T           | HD 4600 (GT2)        | 2.3 GHz        | 3.3 GHz        | 350 MHz[85]    | 1.2 GHz        | 6 MB  | N/A    | 45 W  |
| Mainstream           | 4 (4)           | Core i5         | 4590            | HD 4600 (GT2)        | 3.3 GHz        | 3.7 GHz        | 350 MHz[85]    | 1.15 GHz       | 6 MB  | N/A    | 84 W  |
| Mainstream           | 4 (4)           | Core i5         | 4590S           | HD 4600 (GT2)        | 3.0 GHz        | 3.7 GHz        | 350 MHz[85]    | 1.15 GHz       | 6 MB  | N/A    | 65 W  |
| Mainstream           | 4 (4)           | Core i5         | 4590T           | HD 4600 (GT2)        | 2.0 GHz        | 3.0 GHz        | 350 MHz[85]    | 1.15 GHz       | 6 MB  | N/A    | 35 W  |
| Mainstream           | 4 (4)           | Core i5         | 4570            | HD 4600 (GT2)        | 3.2 GHz        | 3.6 GHz        | 350 MHz[85]    | 1.15 GHz       | 6 MB  | N/A    | 84 W  |
| Mainstream           | 4 (4)           | Core i5         | 4570S           | HD 4600 (GT2)        | 2.9 GHz        | 3.6 GHz        | 350 MHz[85]    | 1.15 GHz       | 6 MB  | N/A    | 65 W  |
| Mainstream           | 4 (4)           | Core i5         | 4570R           | Iris Pro 5200 (GT3e) | 2.7 GHz        | 3.2 GHz        | 200 MHz        | 1.15 GHz       | 4 MB  | 128 MB | 65 W  |
| Mainstream           | 2 (4)           | Core i5         | 4570T           | HD 4600 (GT2)        | 2.9 GHz        | 3.6 GHz        | 200 MHz        | 1.15 GHz       | 4 MB  | N/A    | 35 W  |
| Mainstream           | 2 (4)           | Core i5         | 4570TE          | HD 4600 (GT2)        | 2.7 GHz        | 3.3 GHz        | 350 MHz[85]    | 1 GHz          | 4 MB  | N/A    | 35 W  |
| Mainstream           | 4 (4)           | Core i5         | 4460            | HD 4600 (GT2)        | 3.2 GHz        | 3.4 GHz        | 350 MHz[85]    | 1.1 GHz        | 6 MB  | N/A    | 84 W  |
| Mainstream           | 4 (4)           | Core i5         | 4460S           | HD 4600 (GT2)        | 2.9 GHz        | 3.4 GHz        | 350 MHz[85]    | 1.1 GHz        | 6 MB  | N/A    | 65 W  |
| Mainstream           | 4 (4)           | Core i5         | 4460T           | HD 4600 (GT2)        | 1.9 GHz        | 2.7 GHz        | 350 MHz[85]    | 1.1 GHz        | 6 MB  | N/A    | 35 W  |
| Mainstream           | 4 (4)           | Core i5         | 4440            | HD 4600 (GT2)        | 3.1 GHz        | 3.3 GHz        | 350 MHz[85]    | 1.1 GHz        | 6 MB  | N/A    | 84 W  |
| Mainstream           | 4 (4)           | Core i5         | 4440S           | HD 4600 (GT2)        | 2.8 GHz        | 3.3 GHz        | 350 MHz[85]    | 1.1 GHz        | 6 MB  | N/A    | 65 W  |
| Mainstream           | 4 (4)           | Core i5         | 4430            | HD 4600 (GT2)        | 3.0 GHz        | 3.2 GHz        | 350 MHz[85]    | 1.1 GHz        | 6 MB  | N/A    | 84 W  |
| Mainstream           | 4 (4)           | Core i5         | 4430S           | HD 4600 (GT2)        | 2.7 GHz        | 3.2 GHz        | 350 MHz[85]    | 1.1 GHz        | 6 MB  | N/A    | 65 W  |
| Mainstream           | 2 (4)           | Core i3         | 4370            | HD 4600 (GT2)        | 3.8 GHz        | N/A            | 350 MHz[85]    | 1.15 GHz       | 4 MB  | N/A    | 54 W  |
| Mainstream           | 2 (4)           | Core i3         | 4360            | HD 4600 (GT2)        | 3.7 GHz        | N/A            | 350 MHz[85]    | 1.15 GHz       | 4 MB  | N/A    | 54 W  |
| Mainstream           | 2 (4)           | Core i3         | 4350            | HD 4600 (GT2)        | 3.6 GHz        | N/A            | 350 MHz[85]    | 1.15 GHz       | 4 MB  | N/A    | 54 W  |
| Mainstream           | 2 (4)           | Core i3         | 4340            | HD 4600 (GT2)        | 3.6 GHz        | N/A            | 350 MHz[85]    | 1.15 GHz       | 4 MB  | N/A    | 54 W  |
| Mainstream           | 2 (4)           | Core i3         | 4330            | HD 4600 (GT2)        | 3.5 GHz        | N/A            | 350 MHz[85]    | 1.15 GHz       | 4 MB  | N/A    | 54 W  |
| Mainstream           | 2 (4)           | Core i3         | 4370T           | HD 4600 (GT2)        | 3.3 GHz        | N/A            | 200 MHz        | 1.15 GHz       | 4 MB  | N/A    | 35 W  |
| Mainstream           | 2 (4)           | Core i3         | 4360T           | HD 4600 (GT2)        | 3.2 GHz        | N/A            | 200 MHz        | 1.15 GHz       | 4 MB  | N/A    | 35 W  |
| Mainstream           | 2 (4)           | Core i3         | 4350T           | HD 4600 (GT2)        | 3.1 GHz        | N/A            | 200 MHz        | 1.15 GHz       | 4 MB  | N/A    | 35 W  |
| Mainstream           | 2 (4)           | Core i3         | 4330T           | HD 4600 (GT2)        | 3.0 GHz        | N/A            | 200 MHz        | 1.15 GHz       | 4 MB  | N/A    | 35 W  |
| Mainstream           | 2 (4)           | Core i3         | 4340TE          | HD 4600 (GT2)        | 2.6 GHz        | N/A            | 350 MHz        | 1 GHz          | 4 MB  | N/A    | 35 W  |
| Mainstream           | 2 (4)           | Core i3         | 4330TE          | HD 4600 (GT2)        | 2.4 GHz        | N/A            | 350 MHz        | 1 GHz          | 4 MB  | N/A    | 35 W  |
| Mainstream           | 2 (4)           | Core i3         | 4170            | HD 4400 (GT2)        | 3.7 GHz        | N/A            | 350 MHz        | 1.15 GHz       | 3 MB  | N/A    | 54 W  |
| Mainstream           | 2 (4)           | Core i3         | 4160            | HD 4400 (GT2)        | 3.6 GHz        | N/A            | 350 MHz        | 1.15 GHz       | 3 MB  | N/A    | 54 W  |
| Mainstream           | 2 (4)           | Core i3         | 4150            | HD 4400 (GT2)        | 3.5 GHz        | N/A            | 350 MHz        | 1.15 GHz       | 3 MB  | N/A    | 54 W  |
| Mainstream           | 2 (4)           | Core i3         | 4130            | HD 4400 (GT2)        | 3.4 GHz        | N/A            | 350 MHz        | 1.15 GHz       | 3 MB  | N/A    | 54 W  |
| Mainstream           | 2 (4)           | Core i3         | 4170T           | HD 4400 (GT2)        | 3.2 GHz        | N/A            | 200 MHz        | 1.15 GHz       | 3 MB  | N/A    | 35 W  |
| Mainstream           | 2 (4)           | Core i3         | 4160T           | HD 4400 (GT2)        | 3.1 GHz        | N/A            | 200 MHz        | 1.15 GHz       | 3 MB  | N/A    | 35 W  |
| Mainstream           | 2 (4)           | Core i3         | 4150T           | HD 4400 (GT2)        | 3.0 GHz        | N/A            | 200 MHz        | 1.15 GHz       | 3 MB  | N/A    | 35 W  |
| Mainstream           | 2 (4)           | Core i3         | 4130T           | HD 4400 (GT2)        | 2.9 GHz        | N/A            | 200 MHz        | 1.15 GHz       | 3 MB  | N/A    | 35 W  |
| Mainstream           | 2 (2)           | Pentium         | G3470           | HD Graphics          | 3.6 GHz        | N/A            | 350 MHz        | 1.1 GHz        | 3 MB  | N/A    | 53 W  |
| Mainstream           | 2 (2)           | Pentium         | G3460           | HD Graphics          | 3.5 GHz        | N/A            | 350 MHz        | 1.1 GHz        | 3 MB  | N/A    | 53 W  |
| Mainstream           | 2 (2)           | Pentium         | G3450           | HD Graphics          | 3.4 GHz        | N/A            | 350 MHz        | 1.1 GHz        | 3 MB  | N/A    | 53 W  |
| Mainstream           | 2 (2)           | Pentium         | G3440           | HD Graphics          | 3.3 GHz        | N/A            | 350 MHz        | 1.1 GHz        | 3 MB  | N/A    | 53 W  |
| Mainstream           | 2 (2)           | Pentium         | G3430           | HD Graphics          | 3.3 GHz        | N/A            | 350 MHz        | 1.1 GHz        | 3 MB  | N/A    | 53 W  |
| Mainstream           | 2 (2)           | Pentium         | G3420           | HD Graphics          | 3.2 GHz        | N/A            | 350 MHz        | 1.1 GHz        | 3 MB  | N/A    | 53 W  |
| Mainstream           | 2 (2)           | Pentium         | G3460T          | HD Graphics          | 3.0 GHz        | N/A            | 200 MHz        | 1.1 GHz        | 3 MB  | N/A    | 35 W  |
| Mainstream           | 2 (2)           | Pentium         | G3450T          | HD Graphics          | 2.9 GHz        | N/A            | 200 MHz        | 1.1 GHz        | 3 MB  | N/A    | 35 W  |
| Mainstream           | 2 (2)           | Pentium         | G3440T          | HD Graphics          | 2.8 GHz        | N/A            | 200 MHz        | 1.1 GHz        | 3 MB  | N/A    | 35 W  |
| Mainstream           | 2 (2)           | Pentium         | G3420T          | HD Graphics          | 2.7 GHz        | N/A            | 200 MHz        | 1.1 GHz        | 3 MB  | N/A    | 35 W  |
| Mainstream           | 2 (2)           | Pentium         | G3320TE         | HD Graphics          | 2.3 GHz        | N/A            | 350 MHz        | 1 GHz          | 3 MB  | N/A    | 35 W  |
| Mainstream           | 2 (2)           | Pentium         | G3260           | HD Graphics          | 3.3 GHz        | N/A            | 350 MHz        | 1.1 GHz        | 3 MB  | N/A    | 53 W  |
| Mainstream           | 2 (2)           | Pentium         | G3258           | HD Graphics          | 3.2 GHz        | N/A            | 350 MHz        | 1.1 GHz        | 3 MB  | N/A    | 53 W  |
| Mainstream           | 2 (2)           | Pentium         | G3250           | HD Graphics          | 3.2 GHz        | N/A            | 350 MHz        | 1.1 GHz        | 3 MB  | N/A    | 53 W  |
| Mainstream           | 2 (2)           | Pentium         | G3240           | HD Graphics          | 3.1 GHz        | N/A            | 350 MHz        | 1.1 GHz        | 3 MB  | N/A    | 53 W  |
| Mainstream           | 2 (2)           | Pentium         | G3220           | HD Graphics          | 3.0 GHz        | N/A            | 350 MHz        | 1.1 GHz        | 3 MB  | N/A    | 53 W  |
| Mainstream           | 2 (2)           | Pentium         | G3260T          | HD Graphics          | 2.9 GHz        | N/A            | 200 MHz        | 1.1 GHz        | 3 MB  | N/A    | 35 W  |
| Mainstream           | 2 (2)           | Pentium         | G3250T          | HD Graphics          | 2.8 GHz        | N/A            | 200 MHz        | 1.1 GHz        | 3 MB  | N/A    | 35 W  |
| Mainstream           | 2 (2)           | Pentium         | G3240T          | HD Graphics          | 2.7 GHz        | N/A            | 200 MHz        | 1.1 GHz        | 3 MB  | N/A    | 35 W  |
| Mainstream           | 2 (2)           | Pentium         | G3220T          | HD Graphics          | 2.6 GHz        | N/A            | 200 MHz        | 1.1 GHz        | 3 MB  | N/A    | 35 W  |
| Mainstream           | 2 (2)           | Celeron         | G1850           | HD Graphics          | 2.9 GHz        | N/A            | 350 MHz        | 1.05 GHz       | 2 MB  | N/A    | 53 W  |
| Mainstream           | 2 (2)           | Celeron         | G1840           | HD Graphics          | 2.8 GHz        | N/A            | 350 MHz        | 1.05 GHz       | 2 MB  | N/A    | 53 W  |
| Mainstream           | 2 (2)           | Celeron         | G1830           | HD Graphics          | 2.8 GHz        | N/A            | 350 MHz        | 1.05 GHz       | 2 MB  | N/A    | 53 W  |
| Mainstream           | 2 (2)           | Celeron         | G1820           | HD Graphics          | 2.7 GHz        | N/A            | 350 MHz        | 1.05 GHz       | 2 MB  | N/A    | 53 W  |
| Mainstream           | 2 (2)           | Celeron         | G1840T          | HD Graphics          | 2.5 GHz        | N/A            | 200 MHz        | 1.05 GHz       | 2 MB  | N/A    | 35 W  |
| Mainstream           | 2 (2)           | Celeron         | G1820T          | HD Graphics          | 2.4 GHz        | N/A            | 200 MHz        | 1.05 GHz       | 2 MB  | N/A    | 35 W  |
| Mainstream           | 2 (2)           | Celeron         | G1820TE         | HD Graphics          | 2.2 GHz        | N/A            | 200 MHz        | 1 GHz          | 2 MB  | N/A    | 35 W  |

### Procesory serwerowe
| Segment docelowy | Rdzenie (wątki) | Model procesora | Model procesora | Taktowanie CPU | Taktowanie CPU | L3 cache | TDP   | Data wydania | Cena w dniu premiery (USD) | Płyta główna | Płyta główna                       | Płyta główna                        |
| Segment docelowy | Rdzenie (wątki) | Model procesora | Model procesora | Podstawowe     | Turbo          | L3 cache | TDP   | Data wydania | Cena w dniu premiery (USD) | Gniazdo      | Interfejs                          | Pamięć                              |
| ---------------- | --------------- | --------------- | --------------- | -------------- | -------------- | -------- | ----- | ------------ | -------------------------- | ------------ | ---------------------------------- | ----------------------------------- |
| Server           | 4 (8)           | Xeon E7 v3      | E7-8893v3       | 3.2 GHz        | 3.5 GHz        | 45 MB    | 140 W | maj 2015     | $6,841                     | LGA 2011-1   | QPI (do 9.6 GT/s) DMI 2.0 PCIe 3.0 | Maksymalnie DDR4-1866 lub DDR3-1600 |
| Server           | 10 (20)         | Xeon E7 v3      | E7-8891v3       | 2.8 GHz        | 3.5 GHz        | 45 MB    | 165 W | maj 2015     | $6,841                     | LGA 2011-1   | QPI (do 9.6 GT/s) DMI 2.0 PCIe 3.0 | Maksymalnie DDR4-1866 lub DDR3-1600 |
| Server           | 18 (36)         | Xeon E7 v3      | E7-8890v3       | 2.5 GHz        | 3.3 GHz        | 45 MB    | 165 W | maj 2015     | $7,174                     | LGA 2011-1   | QPI (do 9.6 GT/s) DMI 2.0 PCIe 3.0 | Maksymalnie DDR4-1866 lub DDR3-1600 |
| Server           | 18 (36)         | Xeon E7 v3      | E7-8880v3       | 2.3 GHz        | 3.1 GHz        | 45 MB    | 150 W | maj 2015     | $5,895                     | LGA 2011-1   | QPI (do 9.6 GT/s) DMI 2.0 PCIe 3.0 | Maksymalnie DDR4-1866 lub DDR3-1600 |
| Server           | 18 (36)         | Xeon E7 v3      | E7-8880Lv3      | 2.0 GHz        | 2.8 GHz        | 45 MB    | 115 W | maj 2015     | $6,063                     | LGA 2011-1   | QPI (do 9.6 GT/s) DMI 2.0 PCIe 3.0 | Maksymalnie DDR4-1866 lub DDR3-1600 |
| Server           | 18 (36)         | Xeon E7 v3      | E7-8870v3       | 2.1 GHz        | 2.9 GHz        | 45 MB    | 140 W | maj 2015     | $4,672                     | LGA 2011-1   | QPI (do 9.6 GT/s) DMI 2.0 PCIe 3.0 | Maksymalnie DDR4-1866 lub DDR3-1600 |
| Server           | 16 (32)         | Xeon E7 v3      | E7-8867v3       | 2.5 GHz        | 3.3 GHz        | 45 MB    | 165 W | maj 2015     | $4,672                     | LGA 2011-1   | QPI (do 9.6 GT/s) DMI 2.0 PCIe 3.0 | Maksymalnie DDR4-1866 lub DDR3-1600 |
| Server           | 16 (32)         | Xeon E7 v3      | E7-8860v3       | 2.2 GHz        | 3.2 GHz        | 40 MB    | 165 W | maj 2015     | $4,061                     | LGA 2011-1   | QPI (do 9.6 GT/s) DMI 2.0 PCIe 3.0 | Maksymalnie DDR4-1866 lub DDR3-1600 |
| Server           | 14 (28)         | Xeon E7 v3      | E7-4850v3       | 2.2 GHz        | 2.8 GHz        | 35 MB    | 115 W | maj 2015     | $3,003                     | LGA 2011-1   | QPI (do 9.6 GT/s) DMI 2.0 PCIe 3.0 | Maksymalnie DDR4-1866 lub DDR3-1600 |
| Server           | 12 (24)         | Xeon E7 v3      | E7-4830v3       | 2.1 GHz        | 2.7 GHz        | 30 MB    | 115 W | maj 2015     | $2,170                     | LGA 2011-1   | QPI (do 9.6 GT/s) DMI 2.0 PCIe 3.0 | Maksymalnie DDR4-1866 lub DDR3-1600 |
| Server           | 10 (20)         | Xeon E7 v3      | E7-4820v3       | 1.9 GHz        | N/A            | 25 MB    | 115 W | maj 2015     | $1,502                     | LGA 2011-1   | QPI (do 9.6 GT/s) DMI 2.0 PCIe 3.0 | Maksymalnie DDR4-1866 lub DDR3-1600 |
| Server           | 8 (16)          | Xeon E7 v3      | E7-4809v3       | 2.0 GHz        | N/A            | 25 MB    | 115 W | maj 2015     | $1,502                     | LGA 2011-1   | QPI (do 9.6 GT/s) DMI 2.0 PCIe 3.0 | Maksymalnie DDR4-1866 lub DDR3-1600 |

| Segment docelowy | Rdzenie (wątki) | Model procesora | Model procesora | Taktowanie CPU | Taktowanie CPU | Taktowanie CPU AVX | Taktowanie CPU AVX | L3 cache | TDP   | Data wydania    | Cena w dniu premiery (USD) | Płyta główna | Płyta główna                       | Płyta główna          |
| Segment docelowy | Rdzenie (wątki) | Model procesora | Model procesora | Podstawowe     | Turbo          | Podstawowe         | Turbo              | L3 cache | TDP   | Data wydania    | Cena w dniu premiery (USD) | Gniazdo      | Interfejs                          | Pamięć                |
| ---------------- | --------------- | --------------- | --------------- | -------------- | -------------- | ------------------ | ------------------ | -------- | ----- | --------------- | -------------------------- | ------------ | ---------------------------------- | --------------------- |
| Server           | 18 (36)         | Xeon E5 v3      | 2699v3          | 2.3 GHz        | 3.6 GHz        | 1.9 GHz            | 3.3 GHz            | 45 MB    | 145 W | 9 września 2014 | N/A                        | LGA 2011-3   | QPI (do 9.6 GT/s) DMI 2.0 PCIe 3.0 | Maksymalnie DDR4-2133 |
| Server           | 16 (32)         | Xeon E5 v3      | 2698v3          | 2.3 GHz        | 3.6 GHz        | 1.9 GHz            | 3.3 GHz            | 40 MB    | 135 W | 9 września 2014 | N/A                        | LGA 2011-3   | QPI (do 9.6 GT/s) DMI 2.0 PCIe 3.0 | Maksymalnie DDR4-2133 |
| Server           | 16 (32)         | Xeon E5 v3      | 2698Av3         | 2.8 GHz        | 3.2 GHz        | 2.3 GHz            | N/A                | 40 MB    | 165 W | listopad 2014   | OEM                        | LGA 2011-3   | QPI (do 9.6 GT/s) DMI 2.0 PCIe 3.0 | Maksymalnie DDR4-2133 |
| Server           | 14 (28)         | Xeon E5 v3      | 2697v3          | 2.6 GHz        | 3.6 GHz        | 2.2 GHz            | 3.3 GHz            | 35 MB    | 145 W | 9 września 2014 | $2,702 / $2,706            | LGA 2011-3   | QPI (do 9.6 GT/s) DMI 2.0 PCIe 3.0 | Maksymalnie DDR4-2133 |
| Server           | 14 (28)         | Xeon E5 v3      | 2695v3          | 2.3 GHz        | 3.3 GHz        | 1.9 GHz            | 3.0 GHz            | 35 MB    | 120 W | 9 września 2014 | $2,424 / $2,428            | LGA 2011-3   | QPI (do 9.6 GT/s) DMI 2.0 PCIe 3.0 | Maksymalnie DDR4-2133 |
| Server           | 12 (24)         | Xeon E5 v3      | 2690v3          | 2.6 GHz        | 3.5 GHz        | 2.3 GHz            | 3.2 GHz            | 30 MB    | 135 W | 9 września 2014 | $2,090 / $2,094            | LGA 2011-3   | QPI (do 9.6 GT/s) DMI 2.0 PCIe 3.0 | Maksymalnie DDR4-2133 |
| Server           | 14 (28)         | Xeon E5 v3      | 2683v3          | 2.0 GHz        | 3.0 GHz        | 1.7 GHz            | 2.7 GHz            | 35 MB    | 120 W | 9 września 2014 | $1,846 / —                 | LGA 2011-3   | QPI (do 9.6 GT/s) DMI 2.0 PCIe 3.0 | Maksymalnie DDR4-2133 |
| Server           | 12 (24)         | Xeon E5 v3      | 2680v3          | 2.5 GHz        | 3.3 GHz        | 2.1 GHz            | 3.1 GHz            | 30 MB    | 120 W | 9 września 2014 | $1,745 / $1,749            | LGA 2011-3   | QPI (do 9.6 GT/s) DMI 2.0 PCIe 3.0 | Maksymalnie DDR4-2133 |
| Server           | 12 (24)         | Xeon E5 v3      | 2673v3          | 2.4 GHz        | 3.1 GHz        |                    |                    | 30 MB    |       | 9 września 2014 |                            | LGA 2011-3   | QPI (do 9.6 GT/s) DMI 2.0 PCIe 3.0 | Maksymalnie DDR4-2133 |
| Server           | 12 (24)         | Xeon E5 v3      | 2670v3          | 2.3 GHz        | 3.1 GHz        | 2.0 GHz            | 2.9 GHz            | 30 MB    | 120 W | 9 września 2014 | $1,589 / $1,593            | LGA 2011-3   | QPI (do 9.6 GT/s) DMI 2.0 PCIe 3.0 | Maksymalnie DDR4-2133 |
| Server           | 8 (16)          | Xeon E5 v3      | 2667v3          | 3.2 GHz        | 3.6 GHz        | 2.7 GHz            | 3.5 GHz            | 20 MB    | 135 W | 9 września 2014 | $2,057 / —                 | LGA 2011-3   | QPI (do 9.6 GT/s) DMI 2.0 PCIe 3.0 | Maksymalnie DDR4-2133 |
| Server           | 10 (20)         | Xeon E5 v3      | 2660v3          | 2.6 GHz        | 3.3 GHz        | 2.2 GHz            | 3.1 GHz            | 25 MB    | 105 W | 9 września 2014 | $1,445 / $1,449            | LGA 2011-3   | QPI (do 9.6 GT/s) DMI 2.0 PCIe 3.0 | Maksymalnie DDR4-2133 |
| Server           | 12 (24)         | Xeon E5 v3      | 2650Lv3         | 1.8 GHz        | 2.5 GHz        | 1.5 GHz            | 2.3 GHz            | 30 MB    | 65 W  | 9 września 2014 | $1,329 / —                 | LGA 2011-3   | QPI (do 9.6 GT/s) DMI 2.0 PCIe 3.0 | Maksymalnie DDR4-2133 |
| Server           | 12 (24)         | Xeon E5 v3      | 2658v3          | 2.2 GHz        | 2.9 GHz        | 1.9 GHz            | 3.0 GHz            | 30 MB    | 105 W | 9 września 2014 | $1,832 / —                 | LGA 2011-3   | QPI (do 9.6 GT/s) DMI 2.0 PCIe 3.0 | Maksymalnie DDR4-2133 |
| Server           | 10 (20)         | Xeon E5 v3      | 2650v3          | 2.3 GHz        | 3.0 GHz        | 2.0 GHz            | 2.8 GHz            | 25 MB    | 105 W | 9 września 2014 | $1,166 / $1,171            | LGA 2011-3   | QPI (do 9.6 GT/s) DMI 2.0 PCIe 3.0 | Maksymalnie DDR4-2133 |
| Server           | 12 (24)         | Xeon E5 v3      | 2648Lv3         | 1.8 GHz        | 2.5 GHz        | 1.5 GHz            | 2.2 GHz            | 30 MB    | 75 W  | 9 września 2014 | $1,544 / —                 | LGA 2011-3   | QPI (do 9.6 GT/s) DMI 2.0 PCIe 3.0 | Maksymalnie DDR4-2133 |
| Server           | 6 (12)          | Xeon E5 v3      | 2643v3          | 3.4 GHz        | 3.7 GHz        | 2.8 GHz            | 3.6 GHz            | 20 MB    | 135 W | 9 września 2014 | $1,552 / —                 | LGA 2011-3   | QPI (do 9.6 GT/s) DMI 2.0 PCIe 3.0 | Maksymalnie DDR4-2133 |
| Server           | 8 (16)          | Xeon E5 v3      | 2640v3          | 2.6 GHz        | 3.4 GHz        | 2.2 GHz            | 3.4 GHz            | 20 MB    | 90 W  | 9 września 2014 | $939 / $944                | LGA 2011-3   | QPI (do 9.6 GT/s) DMI 2.0 PCIe 3.0 | Maksymalnie DDR4-1866 |
| Server           | 4 (8)           | Xeon E5 v3      | 2637v3          | 3.5 GHz        | 3.7 GHz        | 3.2 GHz            | 3.6 GHz            | 15 MB    | 135 W | 9 września 2014 | $996 / —                   | LGA 2011-3   | QPI (do 9.6 GT/s) DMI 2.0 PCIe 3.0 | Maksymalnie DDR4-2133 |
| Server           | 8 (16)          | Xeon E5 v3      | 2630v3          | 2.4 GHz        | 3.2 GHz        | 2.1 GHz            | 3.2 GHz            | 20 MB    | 85 W  | 9 września 2014 | $667 / $671                | LGA 2011-3   | QPI (do 9.6 GT/s) DMI 2.0 PCIe 3.0 | Maksymalnie DDR4-1866 |
| Server           | 8 (16)          | Xeon E5 v3      | 2630Lv3         | 1.8 GHz        | 2.9 GHz        | 1.5 GHz            | 2.9 GHz            | 20 MB    | 55 W  | 9 września 2014 | $612 / —                   | LGA 2011-3   | QPI (do 9.6 GT/s) DMI 2.0 PCIe 3.0 | Maksymalnie DDR4-1866 |
| Server           | 10 (20)         | Xeon E5 v3      | 2628Lv3         | 2.0 GHz        | 2.5 GHz        | 1.7 GHz            | 2.4 GHz            | 25 MB    | 75 W  | 9 września 2014 | $1,364 / —                 | LGA 2011-3   | QPI (do 9.6 GT/s) DMI 2.0 PCIe 3.0 | Maksymalnie DDR4-1866 |
| Server           | 4 (8)           | Xeon E5 v3      | 2623v3          | 3.0 GHz        | 3.5 GHz        | 2.7 GHz            | 3.5 GHz            | 10 MB    | 105 W | 9 września 2014 | $444 / —                   | LGA 2011-3   | QPI (do 9.6 GT/s) DMI 2.0 PCIe 3.0 | Maksymalnie DDR4-1866 |
| Server           | 6 (12)          | Xeon E5 v3      | 2620v3          | 2.4 GHz        | 3.2 GHz        | 2.1 GHz            | 3.2 GHz            | 15 MB    | 85 W  | 9 września 2014 | $417 / $422                | LGA 2011-3   | QPI (do 9.6 GT/s) DMI 2.0 PCIe 3.0 | Maksymalnie DDR4-1866 |
| Server           | 8 (16)          | Xeon E5 v3      | 2618Lv3         | 2.3 GHz        | 3.4 GHz        | 1.9 GHz            | 3.4 GHz            | 20 MB    | 75 W  | 9 września 2014 | $779 / —                   | LGA 2011-3   | QPI (do 9.6 GT/s) DMI 2.0 PCIe 3.0 | Maksymalnie DDR4-1866 |
| Server           | 6 (6)           | Xeon E5 v3      | 2609v3          | 1.9 GHz        | N/A            | 1.9 GHz            | N/A                | 15 MB    | 85 W  | 9 września 2014 | $306 / $306                | LGA 2011-3   | QPI (do 9.6 GT/s) DMI 2.0 PCIe 3.0 | Maksymalnie DDR4-1600 |
| Server           | 6 (12)          | Xeon E5 v3      | 2608Lv3         | 2.0 GHz        | N/A            | 1.7 GHz            | N/A                | 15 MB    | 52 W  | 9 września 2014 | $441 / —                   | LGA 2011-3   | QPI (do 9.6 GT/s) DMI 2.0 PCIe 3.0 | Maksymalnie DDR4-1866 |
| Server           | 6 (6)           | Xeon E5 v3      | 2603v3          | 1.6 GHz        | N/A            | 1.3 GHz            | N/A                | 15 MB    | 85 W  | 9 września 2014 | $213 / $217                | LGA 2011-3   | QPI (do 9.6 GT/s) DMI 2.0 PCIe 3.0 | Maksymalnie DDR4-1600 |
| Workstation      | 10 (20)         | Xeon E5 v3      | 2687Wv3         | 3.1 GHz        | 3.5 GHz        | 2.7 GHz            | 3.5 GHz            | 25 MB    | 160 W | 9 września 2014 | $2,141 / $2,145            | LGA 2011-3   | QPI (do 9.6 GT/s) DMI 2.0 PCIe 3.0 | Maksymalnie DDR4-2133 |
| Workstation      | 8 (16)          | Xeon E5 v3      | 1680v3          | 3.2 GHz        | 3.8 GHz        | 2.9 GHz            | 3.4 GHz            | 20 MB    | 140 W | 9 września 2014 | $1,723 / —                 | LGA 2011-3   | DMI 2.0 PCIe 3.0                   | Maksymalnie DDR4-2133 |
| Workstation      | 8 (16)          | Xeon E5 v3      | 1660v3          | 3.0 GHz        | 3.5 GHz        | 2.7 GHz            | 3.5 GHz            | 20 MB    | 140 W | 9 września 2014 | $1,080 / —                 | LGA 2011-3   | DMI 2.0 PCIe 3.0                   | Maksymalnie DDR4-2133 |
| Workstation      | 6 (12)          | Xeon E5 v3      | 1650v3          | 3.5 GHz        | 3.8 GHz        | 3.2 GHz            | 3.7 GHz            | 15 MB    | 140 W | 9 września 2014 | $583 / $586                | LGA 2011-3   | DMI 2.0 PCIe 3.0                   | Maksymalnie DDR4-2133 |
| Workstation      | 4 (8)           | Xeon E5 v3      | 1630v3          | 3.7 GHz        | 3.8 GHz        | 3.4 GHz            | 3.7 GHz            | 10 MB    | 140 W | 9 września 2014 | $372 / —                   | LGA 2011-3   | DMI 2.0 PCIe 3.0                   | Maksymalnie DDR4-2133 |
| Workstation      | 4 (8)           | Xeon E5 v3      | 1620v3          | 3.5 GHz        | 3.6 GHz        | 3.2 GHz            | 3.5 GHz            | 10 MB    | 140 W | 9 września 2014 | $294 / $297                | LGA 2011-3   | DMI 2.0 PCIe 3.0                   | Maksymalnie DDR4-2133 |

| Segment docelowy | Rdzenie (wątki) | Model procesora | Model procesora | model GPU            | Taktowanie CPU | Taktowanie CPU | Taktowanie GPU | Taktowanie GPU | L3 cache | GPU eDRAM | TDP  | Data wydania    | Cena w dniu premiery (USD) | Płyta główna | Płyta główna     | Płyta główna                               |
| Segment docelowy | Rdzenie (wątki) | Model procesora | Model procesora | model GPU            | Podstawowe     | Turbo          | Podstawowe     | Turbo          | L3 cache | GPU eDRAM | TDP  | Data wydania    | Cena w dniu premiery (USD) | Gniazdo      | Interfejs        | Pamięć                                     |
| ---------------- | --------------- | --------------- | --------------- | -------------------- | -------------- | -------------- | -------------- | -------------- | -------- | --------- | ---- | --------------- | -------------------------- | ------------ | ---------------- | ------------------------------------------ |
| Server           | 4 (8)           | Xeon E3 v3      | 1286v3          | HD P4700 (GT2)       | 3.7 GHz        | 4.1 GHz        | 350 MHz        | 1.3 GHz        | 8 MB     | N/A       | 84 W | 11 maja 2014    | $662 / —                   | LGA 1150     | DMI 2.0 PCIe 3.0 | Maksymalnie DDR3-1600 (dual-channel) z ECC |
| Server           | 4 (8)           | Xeon E3 v3      | 1286Lv3         | HD P4700 (GT2)       | 3.2 GHz        | 4.0 GHz        | 350 MHz        | 1.25 GHz       | 8 MB     | N/A       | 65 W | 11 maja 2014    | $774 / —                   | LGA 1150     | DMI 2.0 PCIe 3.0 | Maksymalnie DDR3-1600 (dual-channel) z ECC |
| Server           | 4 (8)           | Xeon E3 v3      | 1285v3          | HD P4700 (GT2)       | 3.6 GHz        | 4.0 GHz        | 350 MHz        | 1.3 GHz        | 8 MB     | N/A       | 84 W | 2 czerwca 2013  | $662 / —                   | LGA 1150     | DMI 2.0 PCIe 3.0 | Maksymalnie DDR3-1600 (dual-channel) z ECC |
| Server           | 4 (8)           | Xeon E3 v3      | 1285Lv3         | HD P4700 (GT2)       | 3.1 GHz        | 3.9 GHz        | 350 MHz        | 1.25 GHz       | 8 MB     | N/A       | 65 W | 2 czerwca 2013  | $774 / —                   | LGA 1150     | DMI 2.0 PCIe 3.0 | Maksymalnie DDR3-1600 (dual-channel) z ECC |
| Server           | 4 (8)           | Xeon E3 v3      | 1284Lv3         | Iris Pro 5200 (GT3e) | 1.8 GHz        | 3.2 GHz        | 750 MHz        | 1 GHz          | 6 MB     | 128 MB    | 47 W | 18 lutego 2014  | OEM                        | BGA 1364     | DMI 2.0 PCIe 3.0 | Maksymalnie DDR3-1600 (dual-channel) z ECC |
| Server           | 4 (8)           | Xeon E3 v3      | 1281v3          | N/A                  | 3.7 GHz        | 4.1 GHz        | N/A            | N/A            | 8 MB     | N/A       | 82 W | 11 maja 2014    | $612 / —                   | LGA 1150     | DMI 2.0 PCIe 3.0 | Maksymalnie DDR3-1600 (dual-channel) z ECC |
| Server           | 4 (8)           | Xeon E3 v3      | 1280v3          | N/A                  | 3.6 GHz        | 4.0 GHz        | N/A            | N/A            | 8 MB     | N/A       | 82 W | 2 czerwca 2013  | $612 / —                   | LGA 1150     | DMI 2.0 PCIe 3.0 | Maksymalnie DDR3-1600 (dual-channel) z ECC |
| Server           | 4 (8)           | Xeon E3 v3      | 1276v3          | HD P4600 (GT2)       | 3.6 GHz        | 4.0 GHz        | 350 MHz        | 1.25 GHz       | 8 MB     | N/A       | 84 W | 11 maja 2014    | $339 / $350                | LGA 1150     | DMI 2.0 PCIe 3.0 | Maksymalnie DDR3-1600 (dual-channel) z ECC |
| Server           | 4 (8)           | Xeon E3 v3      | 1275v3          | HD P4600 (GT2)       | 3.5 GHz        | 3.9 GHz        | 350 MHz        | 1.25 GHz       | 8 MB     | N/A       | 84 W | 2 czerwca 2013  | $339 / $350                | LGA 1150     | DMI 2.0 PCIe 3.0 | Maksymalnie DDR3-1600 (dual-channel) z ECC |
| Server           | 4 (8)           | Xeon E3 v3      | 1275Lv3         | HD (GT1)             | 2.7 GHz        | 3.9 GHz        | 350 MHz        | 1.2 GHz        | 8 MB     | N/A       | 45 W | 11 maja 2014    | $328 / —                   | LGA 1150     | DMI 2.0 PCIe 3.0 | Maksymalnie DDR3-1600 (dual-channel) z ECC |
| Server           | 4 (8)           | Xeon E3 v3      | 1271v3          | N/A                  | 3.6 GHz        | 4.0 GHz        | N/A            | N/A            | 8 MB     | N/A       | 80 W | 11 maja 2014    | $328 / $339                | LGA 1150     | DMI 2.0 PCIe 3.0 | Maksymalnie DDR3-1600 (dual-channel) z ECC |
| Server           | 4 (8)           | Xeon E3 v3      | 1270v3          | N/A                  | 3.5 GHz        | 3.9 GHz        | N/A            | N/A            | 8 MB     | N/A       | 80 W | 2 czerwca 2013  | $328 / $339                | LGA 1150     | DMI 2.0 PCIe 3.0 | Maksymalnie DDR3-1600 (dual-channel) z ECC |
| Server           | 4 (8)           | Xeon E3 v3      | 1268Lv3         | HD P4600 (GT2)       | 2.3 GHz        | 3.3 GHz        | 350 MHz        | 1 GHz          | 8 MB     | N/A       | 45 W | 2 czerwca 2013  | $310 / —                   | LGA 1150     | DMI 2.0 PCIe 3.0 | Maksymalnie DDR3-1600 (dual-channel) z ECC |
| Server           | 4 (8)           | Xeon E3 v3      | 1265Lv3         | HD (GT1)             | 2.5 GHz        | 3.7 GHz        | 350 MHz        | 1.2 GHz        | 8 MB     | N/A       | 45 W | 2 czerwca 2013  | $294 / —                   | LGA 1150     | DMI 2.0 PCIe 3.0 | Maksymalnie DDR3-1600 (dual-channel) z ECC |
| Server           | 4 (8)           | Xeon E3 v3      | 1246v3          | HD P4600 (GT2)       | 3.5 GHz        | 3.9 GHz        | 350 MHz        | 1.2 GHz        | 8 MB     | N/A       | 84 W | 11 maja 2014    | $276 / $287                | LGA 1150     | DMI 2.0 PCIe 3.0 | Maksymalnie DDR3-1600 (dual-channel) z ECC |
| Server           | 4 (8)           | Xeon E3 v3      | 1245v3          | HD P4600 (GT2)       | 3.4 GHz        | 3.8 GHz        | 350 MHz        | 1.2 GHz        | 8 MB     | N/A       | 84 W | 2 czerwca 2013  | $276 / $287                | LGA 1150     | DMI 2.0 PCIe 3.0 | Maksymalnie DDR3-1600 (dual-channel) z ECC |
| Server           | 4 (8)           | Xeon E3 v3      | 1241v3          | N/A                  | 3.5 GHz        | 3.9 GHz        | N/A            | N/A            | 8 MB     | N/A       | 80 W | 11 maja 2014    | $262 / $273                | LGA 1150     | DMI 2.0 PCIe 3.0 | Maksymalnie DDR3-1600 (dual-channel) z ECC |
| Server           | 4 (8)           | Xeon E3 v3      | 1240v3          | N/A                  | 3.4 GHz        | 3.8 GHz        | N/A            | N/A            | 8 MB     | N/A       | 80 W | 2 czerwca 2013  | $262 / $273                | LGA 1150     | DMI 2.0 PCIe 3.0 | Maksymalnie DDR3-1600 (dual-channel) z ECC |
| Server           | 4 (8)           | Xeon E3 v3      | 1240Lv3         | N/A                  | 2.0 GHz        | 3.0 GHz        | N/A            | N/A            | 8 MB     | N/A       | 25 W | 11 maja 2014    | $278 / —                   | LGA 1150     | DMI 2.0 PCIe 3.0 | Maksymalnie DDR3-1600 (dual-channel) z ECC |
| Server           | 4 (8)           | Xeon E3 v3      | 1231v3          | N/A                  | 3.4 GHz        | 3.8 GHz        | N/A            | N/A            | 8 MB     | N/A       | 80 W | 11 maja 2014    | $240 / $250                | LGA 1150     | DMI 2.0 PCIe 3.0 | Maksymalnie DDR3-1600 (dual-channel) z ECC |
| Server           | 4 (8)           | Xeon E3 v3      | 1230v3          | N/A                  | 3.3 GHz        | 3.7 GHz        | N/A            | N/A            | 8 MB     | N/A       | 80 W | 2 czerwca 2013  | $240 / $250                | LGA 1150     | DMI 2.0 PCIe 3.0 | Maksymalnie DDR3-1600 (dual-channel) z ECC |
| Server           | 4 (8)           | Xeon E3 v3      | 1230Lv3         | N/A                  | 1.8 GHz        | 2.8 GHz        | N/A            | N/A            | 8 MB     | N/A       | 25 W | 2 czerwca 2013  | $250 / —                   | LGA 1150     | DMI 2.0 PCIe 3.0 | Maksymalnie DDR3-1600 (dual-channel) z ECC |
| Server           | 4 (4)           | Xeon E3 v3      | 1226v3          | HD P4600 (GT2)       | 3.3 GHz        | 3.7 GHz        | 350 MHz        | 1.2 GHz        | 8 MB     | N/A       | 84 W | 11 maja 2014    | $213 / $224                | LGA 1150     | DMI 2.0 PCIe 3.0 | Maksymalnie DDR3-1600 (dual-channel) z ECC |
| Server           | 4 (4)           | Xeon E3 v3      | 1225v3          | HD P4600 (GT2)       | 3.2 GHz        | 3.6 GHz        | 350 MHz        | 1.2 GHz        | 8 MB     | N/A       | 84 W | 2 czerwca 2013  | $213 / $224                | LGA 1150     | DMI 2.0 PCIe 3.0 | Maksymalnie DDR3-1600 (dual-channel) z ECC |
| Server           | 4 (4)           | Xeon E3 v3      | 1220v3          | N/A                  | 3.1 GHz        | 3.5 GHz        | N/A            | N/A            | 8 MB     | N/A       | 80 W | 2 czerwca 2013  | $193 / $203                | LGA 1150     | DMI 2.0 PCIe 3.0 | Maksymalnie DDR3-1600 (dual-channel) z ECC |
| Server           | 2 (4)           | Xeon E3 v3      | 1220Lv3         | N/A                  | 1.1 GHz        | 1.5 GHz        | N/A            | N/A            | 4 MB     | N/A       | 13 W | 1 września 2013 | $193 / —                   | LGA 1150     | DMI 2.0 PCIe 3.0 | Maksymalnie DDR3-1600 (dual-channel) z ECC |